# Vishal-Shekhar
Vishal Dadlani y Shekhar Ravjiani o Vishal-Shekhar, es un dúo de cantantes y compositores indios, autores de muchas canciones de películas de Bollywood en la que incluyen diversos ritmos, tales como el Jhankaar, Om Shanti Om, Salaam Namaste, Dus, Bluffmaster, Bachna Ae Haseeno, Dostana, Anjaana Ra. Ellos han experimentado un notable éxito. Pero también están destacados como unos cantantes de playback o reproducción, sobre todo Vishal Dadlani es el que más ha compuesto.
Además, Vishal Dadlani también interpreta música electrónica, ha producido temas musicales para diferentes canales de televisión en programas musicales, como en Canal V. Shekhar Ravjiani ha entrenado un género musical de la India.

## Discografía

### Vishal y Shekhar (compositores)
- Shanghai (2012)
- Kahaani (2012)
- Student Of The Year (2012)
- Arjun – The Warrior Prince (2011)
- Happy Birthday (2011)
- The Dirty Picture (2011)
- Ra.One (2011)
- Rascals (2011)
- Bbuddah... Hoga Terra Baap (2011)
- Tees Maar Khan (2010)
- Break Ke Baad (2010)
- Anjaana Anjaani (2010)
- I Hate Luv Storys (2010)
- Aladin (2009)
- Dostana (2008)
- Bachna Ae Haseeno (2008)
- Chintakayala Ravi Telugu (2008)
- Tashan (2008)
- Bhoothnath (2008)
- De Taali (2008)
- Om Shanti Om (2007)
- Ta Ra Rum Pum (2007)
- Cash (2007)
- Honeymoon Travels Pvt. Ltd. (2007)
- I See You (2006)
- Golmaal (2006)
- Tathastu (2006)
- Taxi Number 9211 (2006)
- Zinda (2006)
- Bluffmaster (2005)
- Ek Ajnabee (2005)
- Salaam Namaste (2005)
- Dus (2005)
- Karam (2005)
- Home Delivery: Aapko... Ghar Tak (2005)
- Shabd (2005)
- Musafir (2004)
- Shukriya (2004)
- Popcorn Khao! Mast Ho Jao (2004)
- Shaadi Ka Laddoo (2004)
- Plan (2004)
- Waisa Bhi Hota Hai Part II (2003)
- Jhankaar Beats (2003)
- Krishna Cottage (2003)
- Supari (2003)
- Kaante (2002)
- Mujhe Kuch Kehna Hai (2001) Compositeurs invités
- Pyaar Mein Kabhi Kabhi (1999)

### Vishal Dadlani

#### Letrista
- Ra.One (2011)
- Bbuddah... Hoga Terra Baap (2011)
- Tees Maar Khan (2010)
- Anjaana Anjaani (2010)
- I Hate Luv Storys (2010)
- Aladin (2009)
- Dostana (2008)
- Chintakayala Ravi 'Telugu' (2008)
- Bachna Ae Haseeno (2008)
- Bhoothnath (2008)
- Tashan (2007)
- Om Shanti Om (2007)
- Cash (2007)
- I See You (2006)
- Golmaal (2006)
- Taxi Number 9211 (2006)
- Zinda (2006)
- Bluffmaster (2005)
- Ek Ajnabee (2005)
- Home Delivery: Aapko... Ghar Tak (2005)
- Karam (2005)
- Shabd (2005)
- Popcorn Khao! Mast Ho Jao (2004)
- Shaadi Ka Laddoo (2004)
- Waisa Bhi Hota Hai Part II (2003)
- Jhankaar Beats (2003)
- Raja (2001)
- Supari (2003)
- Kaante (2002)
- Pyaar Mein Kabhi Kabhi (1999)

#### Composiciones de  play-back
- Ra.One (2011)
- Mujhse Fraaandship Karoge (2011)
- Zindagi Na Milegi Dobara (2011)
- Bbuddah... Hoga Terra Baap (2011)
- Pyar Ka Punchnama (2011)
- Game (2011)
- Patiala House (2011)
- No One Killed Jessica (2011)
- Tees Maar Khan (2010)
- Break Ke Baad (2010)
- Knock Out (2010)
- Anjaana Anjaani (2010)
- We Are Family (2010)
- I Hate Luv Storys (2010)
- Kites (2010)
- Hum Tum Aur Ghost (2010)
- Pyaar Impossible (2010)
- Rocket Singh: Salesman of the Year (2009)
- Kurbaan (2009)
- Aladin (2009)
- London Dreams (2009)
- Kaminey (2009)
- 8 x 10 Tasveer (2009)
- Dostana (2008)
- Bachna Ae Haseeno (2008)
- Krazzy 4 (2008)
- Tashan (2008)
- Taare Zameen Par (2007)
- Cash (2007)
- Jhoom Barabar Jhoom (2007)
- Ta Ra Rum Pum (2007)
- Honeymoon Travels Pvt. Ltd. (2007)
- I See You (2006)
- Dhoom 2 (2006)
- Golmaal (2006)
- Taxi Number 9211 (2006)
- Bluffmaster (2005)
- Ek Ajnabee (2005)
- Karam (2005)
- Shabd (2005)
- Popcorn Khao! Mast Ho Jao (2004)
- Jhankaar Beats (2003)

### Shekhar Ravjiani (compositor de play-back)
- Ra.One (2011)
- Bbuddah... Hoga Terra Baap (2011)
- Tees Maar Khan (2010)
- Walkaway (2010)
- Break Ke Baad (2010)
- Anjaana Anjaani (2010)
- I Hate Luv Storys (2010)
- Aladin (2009)
- Luck by Chance (2009)
- Bachna Ae Haseeno (2008)
- Taxi Number 9211 (2006)
- Krishna Cottage (2003)
- Supari (2003)
- Pyaar Mein Kabhi Kabhi (1999)